# Neoleptastacus chaufriassei
Neoleptastacus chaufriassei is een eenoogkreeftjessoort uit de familie van de Arenopontiidae. De wetenschappelijke naam van de soort is voor het eerst geldig gepubliceerd in 1986 door Bodiou & Colomines.